# مهدی آذر یزدی
مهدی آذر خرمشاهی (۲۷ اسفند ۱۳۰۰ – ۱۸ تیر ۱۳۸۸) مشهور به مهدی آذر یزدی نویسندهٔ کودک و نوجوان ایرانی و اهل محله خرمشاه یزد در ایران بود.
او هرگز ازدواج نکرد و هیچ‌گاه به کار دولتی مشغول نشد.
او نخستین نویسنده‌ای است که در ایران به فکر نوشتن داستان برای کودکان و نوجوانان افتاد. به همین دلیل است که او را «پدر ادبیات کودک و نوجوان ایران» نامیدند. همچنین به سبب آثار ارزشمند و فاخر او در زمینهٔ کتاب کودک، روز درگذشت او به نام روز ملی ادبیات کودک و نوجوان نام‌گذاری شده است.
شناخته شده‌ترین اثر او مجموعهٔ «قصه‌های خوب برای بچه‌های خوب» نام دارد. او جایزهٔ یونسکو و نیز جایزهٔ سلطنتی کتاب سال را پیش از انقلاب ۱۳۵۷ دریافت کرده بود. و سه کتاب او توسط شورای کتاب کودک به‌عنوان کتاب برگزیدهٔ سال انتخاب شد.
او همچنین نگارنده کتاب قصه‌های تازه از کتاب‌های کهن در مجموعه ای ده جلدی است که توسط ابوالقاسم اشرف الکتابی به چاپ رسیده است.

## زندگی
آذر یزدی به سالِ ۱۳۰۰ در محلّهٔ خرمشاه یزد در خانواده‌ای تازه مسلمان با اجدادی زرتشتی زاده شد. او از هشت سالگی همراه پدرش در زمین رعیتی کار می‌کرد. در بیست سالگی از کار بنایی به کار در کارگاه جوراب بافی یزد کشیده شد. پس از آنکه صاحب کارگاه جوراب بافی تصمیم به تأسیس دومین کتابفروشی شهر یزد گرفت، او را از میان شاگردان کارگاه به کتاب‌فروشی منتقل کرد. کار در کتابفروشی زمینه آشنایی او با اهالی شعر و ادب را فراهم کرد، و پس از مدتی به تهران نقل مکان کرد و با معرفی همشهری خود حسین مکی در چاپخانه حاج محمد علی علمی واقع در خیابان ناصرخسرو مشغول به‌کار شد.

در فیلم مستند «شبیه هیچ‌کس» ساخته پویا دلیلی که برش‌هایی از زندگی این نویسنده است، آذریزدی راجع به زندگی خودش اینطور می‌گوید:
من هیچوقت از زندگی و وضعم راضی نبودم، همیشه دلم می‌خواست کاش یک خرده وضعم بهتر بود یا موفق تر بودم. کاش آرامش بیشتری داشتم، کاش آسایش بیشتری داشتم، الانم ندارم. الانم با اینکه ۸۶ سال دارم و تمام عمرم را کار کردم هیچی ندارم. الان همش صحبت از جوونهاست که من جوون نیستم. صحبت از بازنشسته‌هاست که من بازنشسته نیستم. صحبت از سالمنداست، من جزو سالمندان نیستم. من همدرد ندارم و تنها هستم.— آذری خرمشاهی
در سال ۱۳۳۵ و در سن ۳۵ سالگی، پس از آنکه قصه‌ای از انوار سهیلی در چاپخانه توجه‌اش را به خود جلب کرد، به فکر ساده‌نویسی قصه آنطور که مناسب کودکان باشد افتاد. این ایده، زمینه‌ساز خلق جلد اول کتاب قصه‌های خوب برای بچه‌های خوب شد.
او ازدواج نکرد و هرگز هم به کارِ دولتی مشغول نشد. او افزون بر نویسندگی به امور غلطگیری و فهرست اَعلام‌نویسی تا سال‌های آخر زندگی‌اش ادامه داد. او مدتی پیش از مرگش گفته بود که نوشته‌های دیگری هم دارد که به دلیل عدم صدور مجوز انتشار هنوز منتشرشان نکرده است.
آذری یزدی در شرح حال کتاب قصه‌های تازه از کتاب‌های کهن (هشت بهشت) اینطور دربارهٔ خود می‌نویسد:
«مهدی آذر یزدی به سال ۱۳۰۱ در «خرمشاه» حومهٔ یزد متولد شده، نام فامیلی اش آذر خرمشاهی است، روی آثارش آذری یزدی نوشته تا پیدا باشد که کجایی است. مادرش قرآن و دعا می‌خواند و نوشتن، نمی‌دانست، پدرش حاجی علی اکبر رشید مردی بود مذهبی و بی استطاعت و به همراه عیال اش به حج رفته، از طایفه‌هایی که در خرمشاه آنها را «جدیدیها» می‌گویند یعنی که اجدادشان تا دو سه نسل پیش زرتشتی بوده‌اند و تازه مسلمانند. آذر خواندن قرآن و دعا و کتاب و حافظ خوانی را از بی بی مادربزرگ خود یادگرفت و نوشتن را در خانه از پدر، بعد از دوازده سالگی تا دو سال روزی یک ساعت صبح به صبح در مدرسهٔ خان یزد مقدمات صرف و نحو را خواند، ار کودکی همراه با هر نوع یادگیری تمام روز را همراه پدرش در کارهای رعیتی باغ و سحرا کار می‌کرد و بعد شاگرد بنایی و جوراب بافی و از این قبیل، تا هجده سالگی بیش از ده بیست تا کتاب ندیده بود:قرآن، مفتاح، حلیه المتقین، معراج السعاده، حافظ، گلستان سعدی، بوستان سعدی و چند کتاب درسی مانند نصاب الصبیان، جامع المقدمات وسیوطی، هرگز در کوچه بازی نکرده بود، هر گز ماشین سوار نشده بود، با صفحه و فیلم و سینما آشنا نبود، بیشتر مسجد و منبر را دیده بود و جز راه پیادهٔ خرمشاه تا بازار یزد سفر نکرده بود. بعد در یک کتابفروشی شاگرد شد و فهمید که در دنیا جز آن کتابها کتابهای دیگری هم هست و دنیا چقدر بزرگ است و خود را مغبون یافت، از آن پس تا می‌توانست کتاب خواند و تازه فهمید که چرا سالهای سال بچه‌های خرمشاه به او «آشیخ» می‌گفتند: زیرا او خیلی شیخ تر از بچه‌های دیگر بود که در همان محله در مدارس جدید درس می‌خواندند، به این ترتیب تحصیلات رسمی، دیمی و خود رو و پروشی یافته، چیزهای اندکی که می‌داند از کتابها یادگرفته، و چه آموزگار خوبی است کتابدو سال در یزد شاگرد کتابفروش بود و از سال ۱۳۲۱آمد تهران و همچنان شاگرد کتابفروش و کارگر چاپخانه باقی ماند، شغلش بیشتر تصحیح مطبعی کتاب بود؛ از روی کتاب عکاسی هم یادگرفت، یکبار حرفهٔ عکاسی را پیشه کرد ولی دوباره به دنیای کتاب بازگشت. اولین کارش برای بچه‌ها، جلد اول قصه‌های خوب بود که در سال ۱۳۳۶ چاپ شد، چون خودش در بچگی کتاب بچگانه نداشت، می‌خواست به این وسیله برای دیگر بچه‌های خوب کتاب خوب بنویسید و بعد در این زمینه چند کتاب نوشت، البته که کارهایش خوب بود و مطلوب واقع شد و این درس نخواندهٔ کتابخوان در ۱۳۴۵ برای همین آثار جایزهٔ یونسکو، و در ۱۳۴۷ در زمینهٔ ادبیات کودک و نوجوان جایزهٔ بهترین کتابهای سال را گرفت و سه تا از کتاب‌هایش را در «شورای کتاب کودک» جزو کتاب‌های برگزیدهٔ سال شناختند. ادامهٔ این نوشتن‌ها کمال مطلوب اوست ولی ساله است که در تهران در جستجوی یک اتاق ساکت است که بتواند بیشتر کار کند، ده دوازده بار خانه اش را عوض کرده و هنوز به این سعادت عظیم نائل نشده است. هیچوقت شغل دولتی نداشته؛ متأهل نیست، عاشق کتاب است و تنها حسرتش این است که چرانتوانسته است با یک گنجینهٔ بزرگ کتاب محشور باشد، کارهای نیمه کاره زیاد دارد و خودش تصور می‌کند؛ که اگر از سر و صدای حواس‌پرت کن همسایگی‌ها آسوده بود، بیشتر می‌خواند و می نوشتن و با وجود زندگی محقرش دیگر هیچ سکایتی و توفعی از ایام نداشت، خوب دیگر، این‌طور است و حالا کسانی که مکرر بیوگرافی آذریزدی را خواسته‌اند می‌بینند. شرح حالش چیزهای تحقه ای ندارد، عکسی هم که در اینجا چاپ شده مال ۱۳۳۷ است یعنی حالا سالها از آن گذشته، عکس تازه ترش، شکسته تر در می‌آید. دیگر، عزیز من چه می‌خواهی؟»— آذری یزدی-هشت بهشت

## جایزه‌ها و نشان‌ها
مهدی آذر یزدی در سال ۱۳۴۳ به سبب نگارش کتاب «قصه‌های خوب برای بچه‌های خوب» از سوی «سازمان جهانی یونسکو» به دریافت جایزه نایل آمد. کتاب‌های وی از طرف «شورای کتاب کودک» نیز کتاب برگزیده سال شده‌اند. او در سال ۱۳۷۹ به سبب نگاشتن داستان‌های قرآنی و دینی، «خادم قرآن» شناخته شد. همچنین چندین دفعه از سوی «حوزه هنری استان یزد» «انجمن آثار و مفاخر فرهنگی»، «بنیاد ریحانة الرسول (س)» و… برای وی مراسم بزرگداشت برگزار شده است. پس از مرگ او در شهر یزد به همت حوزه هنری استان یزد و با همکاری ادارهٔ پست آن شهر تمبر یادبودی با شمارگان ۱۶۰۰ چاپ شد.
به خاطر آثار ارزشمند او در حوزه کتاب کودک، روز درگذشت او به نام روز ملی ادبیات کودک و نوجوان نام‌گذاری شده است.

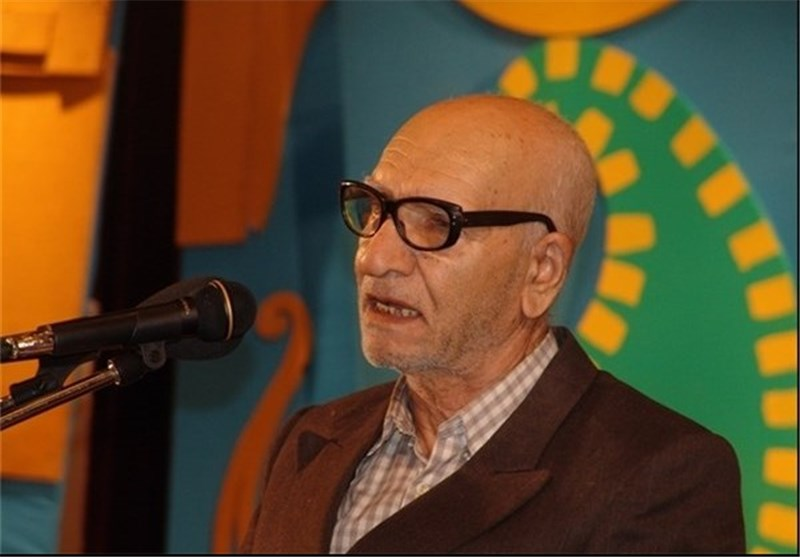
مهدی آذر خرمشاهی

## نام گذاری یک کوچه به نام او
آذر یزدی،  ۱۸ تیر ماه ۱۳۸۸ و در سن ۸۷ سالگی در بیمارستان آتیه تهران درگذشت.
در تاریخ ۲۲ تیرماه ۱۴۰۰ شورای شهر تهران با نام‌گذاری خیابانی فرعی در شرق خیابان حجاب (مقابل کانون پرورش فکری کودکان و نوجوانان) به نام مهدی آذر یزدی موافقت کرد که با مخالفت فرمانداری شهر تهران رو به رو شد. در برخورد با این مخالفت انجمن نویسندگان کودک و نوجوان با نوشتن بیانیه ای اعتراض خود را اعلام کرد. در بخشی از متن بیانیه چنین آمده است:
«انجمن نویسندگان کودک و نوجوان، نه فقط نظر سلیقه‌ای هیئت تطبیق فرمانداری تهران را غیرقابل قبول می‌داند، بلکه بر این باور است که چنین اعمال سلیقه‌های غیرفرهنگی، پاسخی در خور از مردم و به‌ویژه نسل جدید خواهد گرفت. تن‌دادن جامعه به این قبیل تصمیم‌های زیان‌بار، هم به شهر و مردم آسیب می‌زند و هم به هویت جمعی و منافع ملی. از این رو، انجمن نویسندگان کودک و نوجوان انتظار دارد مسئولان ذی‌ربط، هرچه زودتر ضمن اعلام بطلان نظر اعلام شدهٔ هیئت تطبیق فرمانداری تهران در این زمینه، به‌طور جدی به اعضای این هیئت یادآوری کنند که لازم است از تصمیم‌گیری‌های تنگ‌نظرانه، غیرکارشناسی و سلیقه‌ای بپرهیزند، تا دیگر بار شاهد چنین خبرهایی نباشیم.» 
پس از تغییر شورای شهر و دولت، در شهریور همان سال این تصمیم قطعی و کوچه‌هایی که بنام استادان ادبیات کودکان نام‌گذاری شده بود پلاک کوبی شد.
اما در آذرماه پلاک‌ها کنده شد و نام‌های قبلی کوچه‌ها بازگردانده شد. انجمن نویسندگان کودک در این باره بیانیه‌ای دیگر صادر کرد که در آن نوشت:
«گمان نمی‌کردیم نیاز به یادآوری باشد، چون بر این باوریم که هم جناب‌عالی و هم اعضای شورای شهر و دیگر مسئولان توجه دارند که قدردانی از این بزرگان و نام‌گذاری خیابان‌های مذکور به نام آنان، چیزی بر قدر و جایگاه آن‌ها نمی‌افزاید، بلکه شهر را زینت می‌بخشد.»

### قصه‌های خوب برای بچه‌های خوب (سال ۱۳۳۵ تا ۱۳۶۳)
دوره هشت جلدی «قصه‌های خوب برای بچه‌های خوب» شامل دفترهای زیر است:
- جلد ۱ - قصه‌های کلیله و دمنه
- جلد ۲ - قصه‌های مرزبان نامه
- جلد ۳ - قصه‌های سندبادنامه و قابوس نامه
- جلد ۴ - قصه‌های مثنوی معنوی
- جلد ۵ - قصه‌های قرآن
- جلد ۶ - قصه‌های شیخ عطار
- جلد ۷ - قصه‌های گلستان سعدی و ملستان
- جلد ۸ - قصه‌های چهارده معصوم

وی اولین کتاب از مجموعهٔ ۸ جلدی قصه‌های خوب برای بچه‌های خوب را در سال ۱۳۳۵ به‌دست مؤسسه انتشاراتی امیرکبیر منتشر کرد. او برای این اثر در سال ۱۳۴۲ (۱۹۶۳ میلادی)، برنده جایزه یونسکو شد و سال ۱۳۴۵ جایزه سلطنتی کتاب سال را از آن خود کرد. برخی از کتاب‌های این مجموعه از سوی شورای کتاب کودک به عنوان کتاب برگزیده سال پذیرفته شده‌اند. این اثر به زبان اسپانیایی، ارمنی، چینی و روسی ترجمه شده است.
این مجموعه تاکنون ۶۴ بار تجدید چاپ شده است.
در سال ۱۳۹۲ مجموعه انیمیشنی ۲۶ قسمتی با نام «قصه‌های خوب، برای بچه‌های خوب» به تهیه‌کنندگی مرکز پویانمایی صبا تولید و از شبکه پویای سیما پخش شد. همه ۲۶ قسمت این مجموعه برگرفته از کتاب‌های مهدی آذر یزدی است. یکی از نکات جالب نظر، حضور آذر یزدی به عنوان راوی در این مجموعه می‌باشد که به نوعی تجلیل از مقام این نویسنده است.

### قصه‌های تازه از کتاب‌های کهن (۱۳۴۴ تا ۱۳۵۱)
از کتاب‌های فاخر او همچنین می‌توان به کتاب قصه‌های تازه از کتاب‌های کهن اشاره نمود که توسط ابوالقاسم اشرف الکتابی (مؤسسهٔ مطبوعاتی اشرفی) به چاپ رسید. مجوعهٔ ده جلدی قصه‌های تازه از کتاب‌های کهن در اصل اقتباسی از کتاب‌های کهن همچون قابوس نامه و دیگر کتاب‌های ارزشمند ادبی ایران است.
دوره ده جلدی «قصه‌های تازه از کتاب‌های کهن» شامل دفترهای زیر است:
1. «خیر و شر» (یک داستان از هفت پیکر نظامی گنجوی)
2. «حق و ناحق» (یک قصه از سیاستنامه خواجه نظام الملک)
3. «ده حکایت» (در افسانه از گفت و کار حیوانات)
4. «بچه آدم» (داستان حی بن یقظان از ابن طفیل)
5. «پنج افسانه» (افسانه‌هایی از احوال حیوانات)
6. «مرد و نامرد» (یک قصهٔ اقتباس از هزار و یک شب)
7. «قصه‌ها و مثل‌ها» (نمونهٔ هفده ضرب‌المثل قصه دار)
8. «هشت بهشت» (هشت اثر منظوم با شرح حالی از نگارنده)
9. «بافنده داننده» (یک قصه از جامع الحکایات دهستانی)
10. «اصل موضوع» (سیزده حکایت از مقالات شمس تبریزی)

### دیگر کتاب‌ها
- «گربه ناقلا»(مؤسسهٔ مطبوعاتی اشرفی)
- «شعر قند و عسل»(مؤسسهٔ مطبوعاتی اشرفی)
- «تصحیح مثنوی معنوی مولوی»(انتشارات پژوهش)
- «گربه تنبل»(انتشارات جهان دانش)
- «قصه‌های ساده»(انتشارات جامی)
- «مثنوی بچه خوب»
- «قصه‌های ساده برای نوآموزان»
- «خودآموز مقدماتی شطرنج»
- «خودآموز عکاسی برای همه»
- «قصه‌های پیامبران»
- «یاد عاشورا»
- «تذکره شعرای معاصر ایران» با نام مستعار عبدالحمید خلخانی
- «لبخند»
- «چهل کلمه قصار حضرت امیر (ع)»
- «دستور طباخی و تدبیر منزل»
- «خاله گوهر»